# Je reviens à toi
 (juillet 2018).
Pour les articles homonymes, voir Je reviens à toi (album).
Singles de Marc Lavoine
Vivre ou ne pas vivre
(2016) Comme je t'aime
(2018)
Pistes de Je reviens à toi
Comme je t'aime Comment allez-vous ?
Je reviens à toi est une chanson écrite et interprétée par Marc Lavoine, composée par Fabrice Aboulker. Elle figure sur le douzième album du chanteur, paru sous le titre identique Je reviens à toi, dont il est l'unique single le 25 janvier 2018 sur les ondes. Le clip est paru le 6 avril 2018.
Souffrant de lypémanie, touché par le décès de Johnny Hallyday survenu le même jour que celui de son ex-épouse d'un cancer, il y évoque le désir de renouer avec son public, six ans après son dernier album solo, Je descends du singe[réf. nécessaire].

## Classements hebdomadaires
| Classement (2018)               | Meilleure position |
| ------------------------------- | ------------------ |
| Belgique (Wallonie Ultratip 50) | 31                 |
| France (SNEP Radio)             | 44                 |
| France (SNEP Téléchargement)    | 30                 |